# Future Food District di Expo 2015

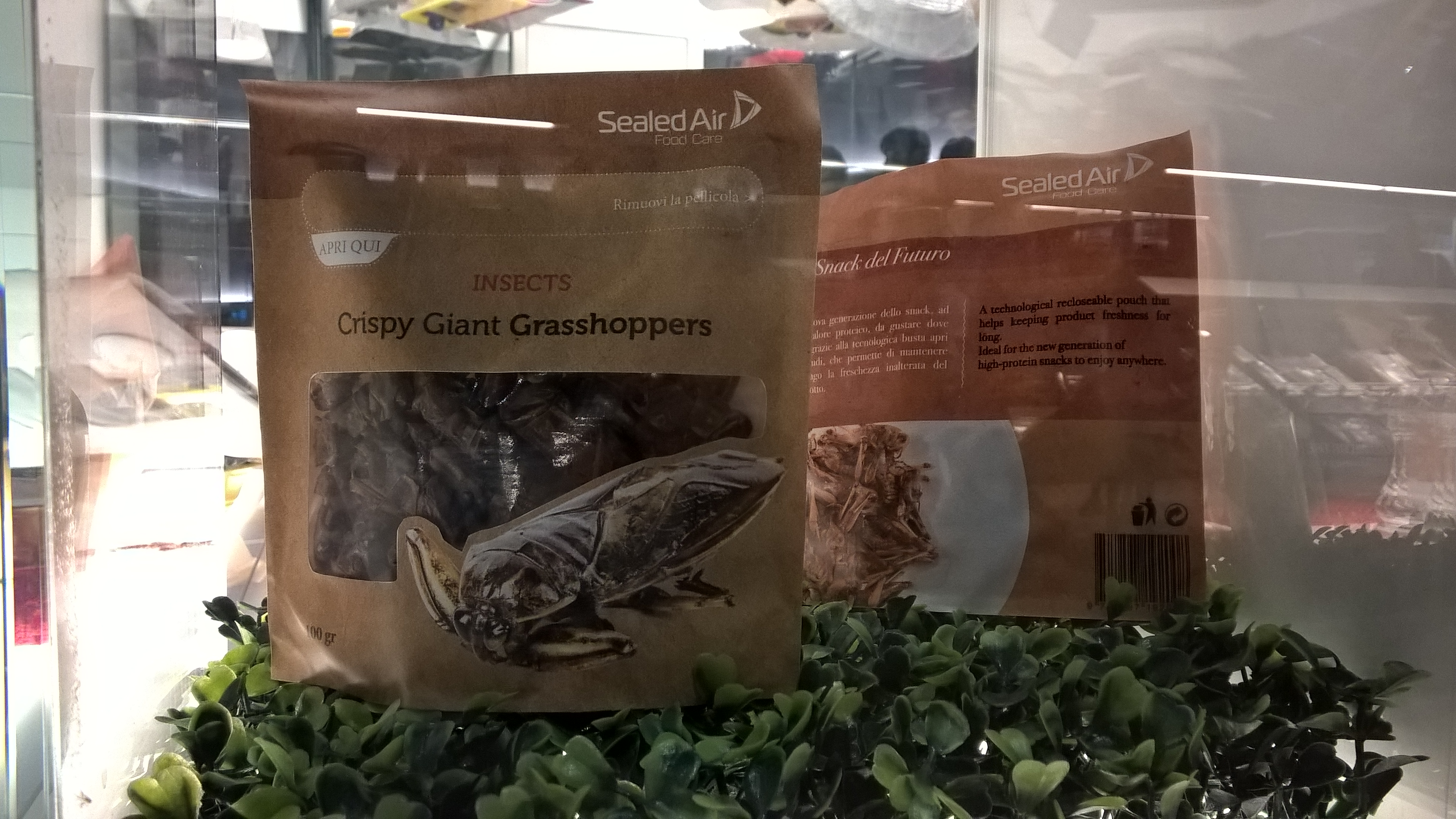
Confezioni di insetti presentate al Future Food District

Il Future Food District di Expo 2015 (Distretto del cibo del futuro o abbreviato in FFD) è stata una delle aree tematiche dell'Esposizione Universale di Milano, tenutasi nel 2015. Si componeva di un padiglione di 2.500 metri quadri (Supermarket) e di una piazza pubblica di 4.500 metri quadri su cui insisteva un'altra struttura (Exhibition Area). Posto nella zona sud, di fronte all'anfiteatro, tratto il tema dell'evoluzione della filiera alimentare con largo uso delle tecnologie IT e prototipi di luoghi del futuro quali una casa, un ristorante ed un supermercato, ma anche una Vertical Farm e una Algae Urban Farm.
Il supermercato è stata un'area commerciale attiva e utilizzabile dove acquistare prodotti reali in modalità nuove ed interattive, sfruttando le più moderne tecnologie. La facciata del padiglione era colorata dal plotter più grande al mondo che ogni giorno, ad orari stabiliti, disegnava un nuovo volto di un visitatore di expo su una parete del FFD.
Quale estensione del FFD, ma localizzato in Piazza Italia, è stato inoltre presentato Makr Shakr ovvero un barman robot in grado di realizzare cocktail inventati dai visitiatori tramite una app dedicata.
L'area è stata organizzata in collaborazione con Coop, official food distribution premium partner dell'evento, e si è avvalsa della consulenza di Carlo Ratti, direttore del MIT Senseable City Lab. Il sistema di allestimento grafico progettato da studio FM milano (segnaletica, icone, packaging e interfacce interattive) ha vinto la medaglia d’oro nella categoria "Digital" dell’edizione 2016 degli European Design Award.